# William Alonso
William Alonso (* 1933 in Buenos Aires; † 11. Februar 1999) war ein US-amerikanischer Ökonom.

## Leben
Er begann seine Karriere 1954 mit einem Bachelorabschluss in Architekturwissenschaften an der Harvard-Universität. 1956 erlangte er seinen Master-Abschluss im Fach Stadtplanung, ebenfalls an der Harvard-Universität. Einen Doktortitel der Regionalwissenschaften erhielt er 1960 an der Universität von Pennsylvania.
Von 1960 bis 1961 war Alonso Direktor und Professor der Abteilung Regional- und Stadtplanung des Instituts für Technologie in Bandung, Indonesien. Anschließend arbeitete er 1962 als Gastprofessor der Universidad Central de Venezuela, bevor er 1963 zwei Jahre lang als geschäftsführender Direktor des Harvard Center of Urban Studies tätig war. Er forschte zudem an der Yale-Universität, der Berkeley-Universität von Kalifornien und der Stanford-Universität. 
1976 wurde Alonso Direktor des Center for Population Studies der Harvard-Universität. Zwei Jahre später erlangte er eine Richard Saltonstall Professur für Bevölkerungspolitik an der Fakultät für Gesundheitswesen und wurde Mitglied des Instituts für Soziologie der Fakultät für Kunst und Geisteswissenschaften.
Neben seiner akademischen Forschung war Alonso zudem Berater verschiedener amerikanischer Institutionen, z. B. der US-Ministerien für Wirtschaft, Bau- und Stadtentwicklung und Landwirtschaft, der Weltbank, des Bevölkerungsfonds der Vereinten Nationen und der Ford Foundation.

## Werk
Seine Forschung bezog sich auf demographische Veränderungen, insbesondere in verstädterten Gebieten. Er formulierte hierfür mathematische Modelle, welche Migration und die Entwicklung der Bevölkerungsverteilung miteinander verknüpfen. Ein bedeutendes Stadtmodell stellt hierbei das der monozentrischen Stadtstruktur dar. Er erweitert die nachfrageorientierte Haushaltstheorie durch seinen raumwissenschaftlichen Beitrag, indem er die Standortwahl privater Haushalte anhand der Entfernung zu einem zentral gelegenen Zentrum (z. B. CBD oder Arbeitsort) beschreibt. Erweitert wurde die Theorie durch Richard F. Muth, welcher den Trade-off von Pendel- zu Wohnkosten anhand der Entfernung zum Stadtzentrum determiniert.
1964 veröffentlichte er das Buch „Location and Land use“, in welchem er seine Denkansätze zur Verteilung der Bodenrente in städtischem Gebiet definiert. Sein Modell bildet eine wichtige Säule der Regionalökonomie.